# 秀體底鱂
秀體底鱂，為輻鰭魚綱鯉齒目鯉齒亞目底鱂科的其中一種，為溫帶魚類，分布於北美洲加拿大紐芬蘭到Peedee河、美國南卡羅萊那州的大西洋斜坡流域淡水、半鹹水域，體長可達13公分，棲息在砂泥底質、植被生長的溪流、池塘，生活習性不明。

## 擴展閱讀
維基物種上的相關：秀體底鱂